# Pseudogravidita
Pseudogravidita nebo též falešná gravidita či falešná březost je způsobena tím, že došlo k ovulaci a hormonální vyladění organismu odpovídá skutečné březosti, ale bez přítomnosti plodů v děloze. Vyskytuje se například u kočky domácí a psa domácího.[zdroj?]